# Маша та Ведмідь у кіно: Парк чудес
«Маша та Ведмідь у кіно: Парк чудес» (Маша и Медведь в кино: Парк чудес) — третій кінотеатральний проект із всесвіту мультсеріалу «Маша та Ведмідь», прем'єра якого відбудеться 5 грудня 2024 року в кінотеатрах. Загальна тривалість фільму – 58 хвилин. Продовження мультфільму «Маша та Ведмідь у кіно: Скажіть «Ой!»».

## Короткий опис
Дивовижні пригоди починаються! Маша, Даша та Ведмідь вирушають у нову захоплюючу пригоду — «Парк Чудес», де на них чекає день, повний захоплюючих атракціонів та дивовижних зустрічей. Даша націлена на перемогу, прагнучи пройти всі квести парку, щоб потрапити на шоу, Маша шукає максимум веселощів, а Мишко сподівається випробувати свій «розумний» фотоапарат. Але плани героїв порушують низку несподіваних подій, які лише додають яскравих вражень. У парку Маша заводить дружбу з сім'єю клоунів і допомагає одному з них повірити в себе та втілити свою давню мрію, довівши, що добре серце та підтримка можуть творити чудеса.

## Ролі озвучували
- Юлія Зунікова (Маша)
- Борис Кутневич
- Валерія Шевченка
- Прохор Чеховськой
- Тимофій Смирнов
- Денис Некрасов
- Даниил Ельдаров
- Юлія Яблонська
- Оксана Гукасян
- Матвій Берковський

## Виробництво
- Режисер: Василь Бедошвили, Василій Волков, Олена Чернова, Джалиль Ризванов, Екатерина Денежна
- Продюсер: Олена Щічкіна
- Сценарист: Марія Большакова, Дмитро Гординский, Джалиль Ризванов, Роман Трамвай, Марія Конева
- Композитор: Олексій Смирнов, Сергій Чежкрижов, Василь Богатирьов, Євген Турута